# Крест «За заслуги на войне» (Саксен-Мейнинген)
Крест «За заслуги на войне» (нем. Kreuz für Verdienste im Kriege) — военная награда герцогства Саксен-Мейнинген, учреждённая герцогом Бернхардом III 7 марта 1915 года.

## Критерии награждения
Крестом в годы Первой мировой войны награждались офицеры за выдающиеся заслуги. За аналогичные подвиги военнослужащие награждались медалью «За заслуги на войне». Делился на военную и гражданскую версию с разными лентами.

## Описание
Крест был бронзовый, с загнутыми концами и ветвями руты между лучами. Крест крепился к ленте через пятиарочную корону. На аверсе в центре креста находится медальон с инициалом основателя «B». Крест окружён дубовым венком, перевязанным по сторонам света. На реверсе в центральном медальоне изображён герб Саксонии и надпись «FUR VERDIENST IM KREIGE 1914/15» на внешнем крае.
Лента черно-жёлтая в центре, с зелено-белыми полосами по краям. В версии для участников боевых действий крайние полосы пересечены горизонтальными белыми линиями, а в гражданской — нет.

## Известные награждённые
- Эрих Людендорф
- Густав фон Верст[англ.]
- Филипп Гессен-Румпенхаймский[3]